# Gigi Perreau
Gigi Perreau, all'anagrafe Ghislaine Elizabeth Marie Perreau-Saussine (Los Angeles, 6 febbraio 1941), è un'attrice statunitense, nota come attrice bambina dal 1943 al 1952 (tra i 2 e gli 11 anni d'eta) e quindi attiva soprattutto alla televisione.

## Biografia
Nacque a Los Angeles nel 1941 da padre francese e madre americana. I genitori si erano conosciuti in Giappone, per vivere quindi in Francia. Con l'invasione tedesca nella seconda guerra mondiale la famiglia si rifugiò in Spagna e di lì raggiunse gli Stati Uniti, poche settimane prima della nascita di Gigi.
Nel 1942, mentre accompagnava con la madre il fratello Gerald per un'audizione cinematografica, venne notata nella sala d'aspetto dal regista Mervyn LeRoy che, colpito dalla sua capacità di parlare sia in inglese che in francese, la invitò a tornare il giorno successivo per un provino. Gigi debuttò così a due anni nel film Marie Curie (1943), iniziando un'intensa carriera di attrice bambina che condivise con il fratello (conosciuto con il nome d'arte di Peter Miles, 1938-2002) e in misura minore con le sorelline Janine (nata nel 1942) e Lauren (nata nel 1952).
Nel 1944 recitò con Bette Davis in La signora Skeffington e nel 1947 con Katharine Hepburn in Canto d'amore, ma il successo giunse con il film Fuga nel tempo (1948), in cui recitò assieme al fratello in una parte finalmente di rilievo. Il film le diede notorietà, ampi riconoscimenti da parte della critica e un contratto a lungo termine con Sam Goldwyn. Divenuta con Margaret O'Brien l'attrice bambina più richiesta di Hollywood, Gigi lavorò intensamente negli anni successivi: 3 film nel 1949, 4 nel 1950, 3 nel 1951, 2 nel 1952. Tra le interpretazioni di maggior successo, da ricordare Questo mio folle cuore (1949) con Susan Hayward e Dana Andrews, Che vita con un cowboy! (1950) con Fred MacMurray, Irene Dunne e la piccola Natalie Wood, e Il capitalista (1952) con Piper Laurie, Rock Hudson e Charles Coburn.
Con l'arrivo dell'adolescenza, la sua carriera cinematografica conobbe una brusca e pressoché totale interruzione. Tentò il rientro come giovane attrice nel 1956 con alcune piccole parti nei film Quella che avrei dovuto sposare, L'uomo dal vestito grigio e Gianni e Pinotto banditi col botto. 
Trovò maggior spazio in serie televisive come The Betty Hutton Show (1959-1960) e Follow the Sun (1961-1962), e come guest star in numerosi altri programmi degli anni sessanta e settanta. Già nel 1960 il suo contributo all'industria televisiva venne riconosciuto con l'assegnazione della stella nella Hollywood Walk of Fame..
Gigi Perreau lavorò poi per molti anni come insegnante di recitazione in una scuola superiore di Los Angeles, la Immaculate Heart High School.

## Riconoscimenti
- Hollywood Walk of Fame (Star of Television; 6212 Hollywood Blvd.; February 8, 1960)
- Young Hollywood Hall of Fame (1950's)
- Young Artist Award, Former Child Star Lifetime Achievement Award (1998)

## Filmografia parziale

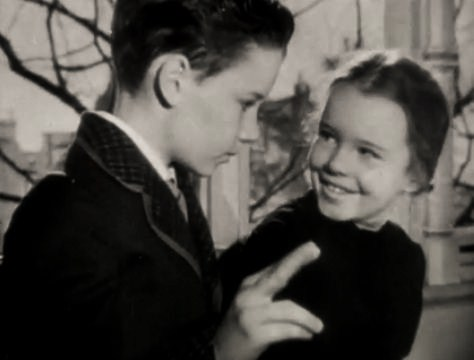
La piccola Gigi Perreau con il fratello Gerald in Fuga nel tempo (1948)

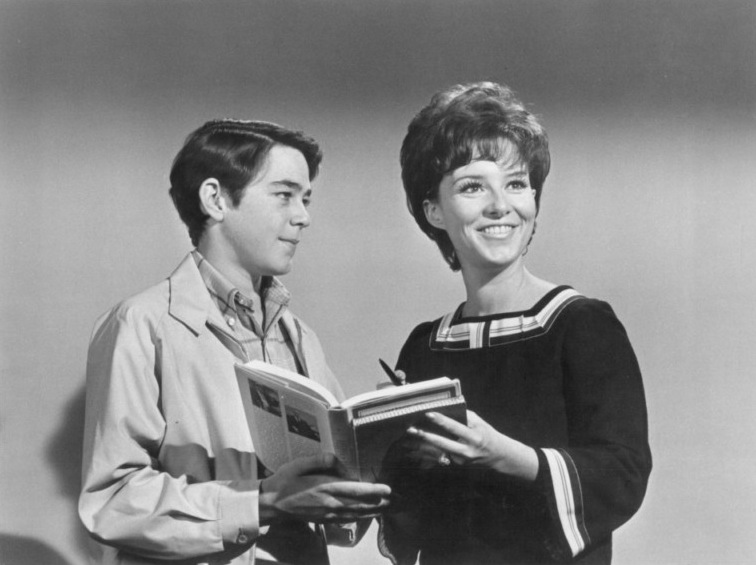
Gigi Perreau con Barry Williams in una foto promozionale del 1970 per la serie TV La famiglia Brady

### Cinema
- Madame Curie, regia di Mervyn LeRoy (1943) - non accreditata
- Due ragazze e un marinaio (Two Girls and a Sailor), regia di Richard Thorpe (1944) - non accreditata
- La signora Skeffington (Mr. Skeffington), regia di Vincent Sherman (1944) - non accreditata
- La settima croce (The Seventh Cross), regia di Fred Zinnemann (1944) - non accreditata
- Traditori (The Master Race), regia di Herbert Biberman (1944)
- Jolanda e il re della samba (Yolanda and the Thief), regia di Vincente Minnelli (1945)
- Canto d'amore (Song of Love), regia di Clarence Brown (1947)
- Il delfino verde (Green Dolphin Street), regia di Victor Saville (1947)
- Abbandonata in viaggio di nozze (Family Honeymoon), regia di Claude Binyon (1948)
- Fuga nel tempo (Enchantment), regia di Irving Reis (1948)
- Rosanna (l'odio e l'amore) (Roseanna McCoy), regia di Irving Reis (1949)
- Questo mio folle cuore (My Foolish Heart), regia di Mark Robson (1949)
- La colpa della signora Hunt (Song of Surrender), regia di Mitchell Leisen (1949)
- Shadow on the Wall, regia di Pat Jackson (1950)
- Che vita con un cowboy! (Never a Dull Moment), regia di George Marshall (1950)
- Si può entrare? (For Heaven's Sake), regia di George Seaton (1950)
- È scomparsa una bambina (Reunion in Reno), regia di Kurt Neumann (1951)
- Elena paga il debito (The Lady Pays Off), regia di Douglas Sirk (1951)
- Vedovo cerca moglie (Week-End with Father), regia di Douglas Sirk (1951)
- Bonzo Goes to College, regia di Frederick de Cordova (1952)
- Il capitalista (Has Anybody Seen My Gal?), regia di Douglas Sirk (1952)
- Quella che avrei dovuto sposare (There's Always Tomorrow), regia di Douglas Sirk (1956)
- L'uomo dal vestito grigio (The Man in the Gray Flannel Suit), regia di Nunnally Johnson (1956)
- Gianni e Pinotto banditi col botto (Dance with Me, Henry), regia di Charles Barton (1956)
- The Cool and the Crazy, regia di William Witney (1958)
- Eredità selvaggia (Wild Heritage), regia di Charles F. Haas (1958)
- Girls Town, regia di Charles F. Haas (1959)
- Finestre sul peccato (Look In Any Window), regia di William Alland (1961)
- Dimmi la verità (Tammy Tell Me True), regia di Harry Keller (1961)
- Hell on Wheels, regia di Will Zens (1967)
- Viaggio al centro del tempo (Journey to the Center of Time), regia di David L. Hewitt (1967)
- Fly Me to the Moon, regia di Ben Stassen (2008) - voce
- Le avventure di Sammy (A Turtle's Tale: Sammy's Adventures), regia di Ben Stassen (2010) - voce
- Time Again, regia di Ray Karwel (2011)

### Televisione
- General Electric Theater – serie TV, episodio 1x03 (1953)
- Climax! – serie TV, episodio 2x18 (1956)
- Celebrity Playhouse – serie TV, episodio 1x23 (1956)
- The Betty Hutton Show – serie TV, 17 episodi (1959-1960)
- Carovana (Stagecoach West) – serie TV, episodio 1x02 (1960)
- Gli uomini della prateria (Rawhide) – serie TV, episodio 3x08 (1960)
- Surfside 6 – serie TV, episodio 1x27 (1961)
- The Americans – serie TV, episodio 1x01 (1961)
- Hawaiian Eye – serie TV, episodio 2x31 (1961)
- Follow the Sun – serie TV, 30 episodi (1961-1962)
- Io e i miei tre figli (My Three Sons) – serie TV, episodio 5x21 (1965)
- Tarzan – serie TV, episodio 1x07 (1966)
- Iron Horse – serie TV, episodio 1x28 (1967)

## Doppiatrici italiane
- Maria Pia Di Meo in Canto d'amore, Il capitalista
- Miranda Bonansea in Quella che avrei dovuto sposare
- Fiorella Betti in Dimmi la verità